# ミロスラフ・グラディナロフ
ミロスラフ・グラディナロフ（ブルガリア語: Мирослав Градинаров, ラテン文字転写: Miroslav Gradinarov, 1985年2月10日 - ）は、ブルガリアの男子バレーボール選手。ポジションはアウトサイドヒッター。元ブルガリア代表。

## 来歴
ヴァルナ出身。子供の頃から団体競技に興味があり、16歳よりバレーボールを始める。
2001年よりブルガリアのクラブチームでプレーし、2006年にはブルガリア代表メンバーに登録される。2008年から海外でのプレーが続き、2010年までにトルコ、イタリア、イランなど5か国でプレー。2011年9月、FC東京に入団した。
2014年にFC東京を退団し、その座をブルガリア代表であるダナイル・ミルシェフに明け渡した。
2014年には世界選手権に自身初となる三大大会に出場。

## 所属クラブ
- Черно море БАСК (Cherno more BASK) （2001年-2007年）
- Tokat Belediye Plevnespor （2008年）
- Pallavolo Pineto （2009年）
- Damash Gilan VC （2009年）
- Omonia （2010年）
- Club Sportif Sfaxien （2010年）
- FC東京 （2011-2014年）
- スペイサーズ・トゥールーズ・バレー （2014-2015年）
- エル・ジャイシュSC （2015-2016年）
- CSアルカダ・ガラティ （2016-2017年）
- SLベンフィカ （2017-2018年）
- CSザラウ （2018-2019年）
- VKネフトチミク2010 （2019-2021年）
- Diamond Food VC（2021-2023年）
- SKV Montana（2022-2023年）
- VC Cherno More Baske（2023年-）